# دانشگاه علوم توانبخشی و سلامت اجتماعی
دانشگاه علوم توانبخشی و سلامت اجتماعی (نام پیشین: دانشگاه علوم بهزیستی و توانبخشی) دانشگاهی دولتی وابسته به وزارت بهداشت، درمان و آموزش پزشکی در تهران است. این دانشگاه در محله ولنجک، بلوار دانشجو، خیابان کودکیار و در مجاورت دانشگاه علوم پزشکی شهید بهشتی واقع شده است. این دانشگاه در منطقه منحصر به‌فرد بوده و تنها دانشگاهی است که به صورت اختصاصی بر روی موضوعات توانبخشی و سلامت اجتماعی فعالیت می‌نماید.

## پیشینه
دانشگاه علوم توانبخشی و سلامت اجتماعی براساس مصوبه شورای معاونین وزارت بهداشت، درمان و آموزش پزشکی مبنی بر تأسیس مؤسسه آموزش عالی در حوزه توانبخشی، سلامت اجتماعی و روانی پایه‌گذاری شده است. اساسنامه دانشگاه علوم توانبخشی و سلامت اجتماعی در تاریخ ۷۱/۸/۹ با تصویب شورای گسترش دانشگاه‌های علوم پزشکی کشور رسماً تأسیس گردید. فعالیت این دانشگاه در ابتدا، با ایجاد گروه آموزشی مددکاری اجتماعی آغاز شد و به تدریج گسترش یافت تا اینکه، درحال حاضر با برخورداری از ۲۳ گروه آموزشی و ۹ مرکز تحقیقات و همچنین بهره‌مندی از توان علمی بیش از ۱۵۰ عضو هیئت علمی در تعلیم و تربیت یک هزار و ۷۰۰ دانشجو که ۶۵٪ آنان در مقاطع تحصیلات تکمیلی مشغول به تحصیل می‌باشند، فعالیت می‌کند. این دانشگاه یکی از معتبرترین دانشگاه‌های علوم پزشکی ایران است.

## مراکز درمانی
- مرکز آموزشی درمانی روان‌پزشکی رازی (امین آباد)
- بیمارستان توانبخشی رفیده
- مرکز توانبخشی اسما

## حوزه‌های فعالیت دانشگاه
- توانبخشی (Rehabilitation): توانبخشی پزشکی، توانبخشی اجتماعی، توانبخشی حرفه‌ای، توانبخشی آموزشی.
- سلامت اجتماعی (Social Health): مهارتهای اجتماعی، سیاست اجتماعی، سرمایه اجتماعی، رفاه اجتماعی، آسیبهای اجتماعی، کودکان، زنان، سالمندان
- سلامت روان (Mental Health): اعتیاد و سوء مصرف مواد، بیماریهای روانی، اختلالات رفتاری، معلولیتهای ذهنی.[۱]

## دانشکده‌ها
- دانشکده علوم توانبخشی
- دانشکده علوم رفتاری و سلامت روان
- دانشکده سلامت اجتماعی[۲]

## گروه‌های آموزشی
این دانشگاه دارای بیست و سه گروه آموزشی است که تنها شش گروه در دورهٔ کارشناسی ارائه می‌شود و سایر گروه‌ها در دورهٔ کارشناسی ارشد و دکترا یا دورهٔ تخصصی پزشکی هستند. گروه‌های آموزشی این دانشگاه به شرح زیر هستند:
- دانشکده علوم توانبخشی
  - گروه آموزشی ژنتیک (کارشناسی ارشد و دکترا)
  - گروه آموزشی مدیریت توانبخشی (کارشناسی ارشد)
  - گروه آموزشی کاردرمانی (کارشناسی، کارشناسی ارشد و دکترا)
  - گروه آموزشی فیزیوتراپی (کارشناسی، کارشناسی ارشد و دکترا)
  - گروه آموزشی ارتوز و پروتز (اندام مصنوعی) (کارشناسی، کارشناسی ارشد و دکترا)
  - گروه آموزشی گفتاردرمانی (کارشناسی، کارشناسی ارشد و دکترا)
  - گروه آموزشی علوم بالینی
  - گروه آموزشی ارگونومی (کارشناسی ارشد)
  - گروه آموزشی علوم پایه (کارشناسی ارشد)
  - گروه آموزشی شنوایی‌شناسی (کارشناسی ارشد و دکترا)
- دانشکده علوم رفتاری و سلامت روان
  - گروه آموزشی روان‌پزشکی (دورهٔ تخصص پزشکی)
  - گروه آموزشی روان‌شناسی کودکان استثنایی (کارشناسی ارشد)
  - گروه آموزشی روان‌شناسی بالینی (کارشناسی، کارشناسی ارشد و دکترا)
  - گروه آموزشی مشاوره (کارشناسی ارشد و دکترا)
  - گروه آموزشی پیش دبستانی (کارشناسی)
  - گروه آموزشی پرستاری (کارشناسی ارشد و دکترا)
- دانشکده سلامت اجتماعی
  - گروه آموزشی رفاه اجتماعی (کارشناسی ارشد و دکترای تخصصی سلامت و رفاه اجتماعی)
  - گروه آموزشی مددکاری اجتماعی (کارشناسی، کارشناسی ارشد و دکترا)
  - گروه آموزشی آمار زیستی و اپیدمیولوژی (کارشناسی ارشد)
  - گروه آموزشی سالمندی (کارشناسی ارشد)
  - گروه آموزشی سلامت در حوادث و بلایا (کارشناسی ارشد و دکترا)
  - گروه آموزشی مدیریت سلامت، ایمنی و محیط زیست (کارشناسی ارشد)
  - گروه آموزشی معارف اسلامی (کارشناسی ارشد)

## پژوهشکده‌ها و مراکز تحقیقاتی
- پژوهشکده سلامت اجتماعی
  - مرکز تحقیقات سلامت در حوادث و بلایا
  - مرکز تحقیقات سوء مصرف و وابستگی به مواد
  - مرکز تحقیقات عوامل اجتماعی مؤثر بر سلامت
  - مرکز تحقیقات مدیریت رفاه اجتماعی

- سایر مراکز تحقیقاتی
  - مرکز تحقیقات توانبخشی اعصاب اطفال
  - مرکز تحقیقات سالمندی
  - مرکز تحقیقات ژنتیک
  - مرکز تحقیقات سایکوز
  - مرکز تحقیقات توانبخشی اختلالات عصبی – عضلانی – اسکلتی

## مجلات
- فصلنامه رفاه اجتماعی
- نشریه تخصصی فیزیوتراپی
- فصلنامه علمی پژوهشی توانبخشی
- نشریه تخصصی روان‌شناسی بالینی
- فصلنامه مددکاری اجتماعی
- فصلنامه علمی پژوهشی سالمندی ایران
- Health in Emergencies & Disasters Quarterly (HDQ)
- Iranian Rehabilitation Journal

## رؤسای دانشگاه
| رئیس                   | دوره مسئولیت | رشته                        | محل اخذ دکترا                             |
| ---------------------- | ------------ | --------------------------- | ----------------------------------------- |
| دکتر محمدتقی جغتایی    | ۱۳۸۶ – ۱۳۷۲  | علوم تشریحی                 | دانشگاه لیدز                              |
| دکتر شهربانو نخعی      | ۱۳۹۱ – ۱۳۸۶  | گوارش کودکان                | دانشگاه علوم پزشکی تهران                  |
| دکتر سیدعلی حسینی      | ۱۳۹۲ – ۱۳۹۱  | کار درمانی                  | مؤسسات فناوری هند                         |
| دکتر محمدتقی جغتایی    | ۱۳۹۳ – ۱۳۹۲  | علوم تشریحی                 | دانشگاه لیدز                              |
| دکتر حمیدرضا خرم‌خورشید | ۱۳۹۶ – ۱۳۹۳  | ژنتیک                       | دانشگاه لستر                              |
| دکتر محمد کمالی        | ۱۳۹۷ – ۱۳۹۶  | آموزش بهداشت و ارتقاء سلامت | دانشگاه تربیت مدرس                        |
| دکتر امیرمسعود عرب     | ۱۳۹۹ – ۱۳۹۷  | فیزیوتراپی                  | دانشگاه علوم توانبخشی و سلامت اجتماعی     |
| دکتر حمیدرضا خانکه     | ۱۴۰۱ – ۱۳۹۹  | سلامت در حوادث و بلایا      | دانشگاه علوم پزشکی ایران مؤسسه کارولینسکا |
| دکتر سیدعلی حسینی      | ۱۴۰۱ – اکنون | کار درمانی                  | مؤسسات فناوری هند                         |